# クロマグロ
クロマグロ（黒鮪、学名：Thunnus orientalis）は、スズキ目サバ科に分類される海水魚の一種。
北海道以南の日本沿岸を含む太平洋の熱帯・温帯海域に広く分布する大型魚で、重要な食用魚である。生鮮魚介類として流通する場合にはホンマグロの名称も用いられる。
寿司ネタ、刺身等に使われ、日本の消費量が世界一であるが、資源の減少により厳しい漁獲制限が進められている。国際自然保護連合(IUCN)はクロマグロを絶滅危惧種とした。
分類上では大西洋産のタイセイヨウクロマグロ T. thynnus と同種、またはタイセイヨウクロマグロの亜種 T. t. orentalis とする見解もある。

## 名称
地方名としては、シビ、クロシビ（各地）、ハツ（高知）などがある。また、特に幼魚を指す地方名としてヨコ、ヨコワ（近畿・四国）、メジ、メジマグロ（中部・関東）、シンコ、ヨコカワ、ヒッサゲなどもある。
台湾でも日本語に従って「太平洋黑鮪」が正式な名称となっているが、「黒鮪魚」（ヘイウェイユー）などとも呼ばれる。台湾語では「黑甕串」、「黑暗串」、「烏甕串」（オーアンツン oo-àng-tshǹg）（「串」に魚偏を付記する方言字もある）と呼ばれる。

## 特徴
成魚は全長3 m・体重400 kgを超え、日本沿岸で漁獲されるマグロ類としては最大種である。体型は太短い紡錘形で、横断面は上下方向にわずかに長い楕円形をしている。体表は小さな鱗があるが、目の後ろ・胸鰭周辺・側線部は大きな硬い鱗で覆われ、「胸甲部」と呼ばれる。
体色は背中側が濃紺、体側から腹部にかけてが銀灰色をしている。背鰭は二つとも灰色だが、第二背鰭先端とその後に続く小離鰭（しょうりき）は黄色を帯びる。尻鰭とその後に続く小離鰭は銀白色をしている。また、幼魚期は体側に白い斑点と横しま模様が10-20条並んでおり、幼魚の地方名「ヨコワ」はここに由来する。
本種とタイセイヨウクロマグロは、マグロ属の中で最も胸鰭が短く、第二背鰭に届かない点で他種と区別できる。かつてこの2種は同種とされていたが、分布が連続しないこと、鰓耙（さいは）数が異なること（クロマグロ32-39、タイセイヨウクロマグロ34-43）、タイセイヨウクロマグロは体腔背壁の筋肉が腹腔内に出るがクロマグロは出ないことなどから、亜種または別種とする見解が登場した。遺伝子分析による研究では、ミトコンドリアDNAが別種レベルに分化している一方、核遺伝子では種内の系群レベルの分化を示すという説明の困難な結果が得られている。さらに、大西洋にわずかながら太平洋型のミトコンドリアDNAタイプを持つ個体がいること、太平洋にもわずかに大西洋型のミトコンドリアDNAタイプを持つ個体がいるという結果も得られており、太平洋と大西洋のクロマグロ間の進化系統関係はいまだに解決されていない。

### 生態
太平洋の熱帯・温帯海域で水温5 - 30℃程度の水深に広く分布する。インド洋にも分布するがまれである。また、北半球に多く南半球には少ない。
外洋の表層・中層に生息する。同じくらいの大きさの個体同士で群れをなし、高速で回遊する。大型個体の遊泳速度は70-90 km/hに達すると言われる。食性は肉食で、海中を遊泳する他の魚や甲殻類、頭足類などを日中に捕食するが夜間は捕食しない。
他のマグロ類と同様に、睡眠を取らずに泳ぎ続ける特徴をもっているが、理由は体の構造にあるといわれる。マグロは、口を開けながら泳ぐことで呼吸をしているため、
他の魚のようにエラ呼吸ができない。そのため口を開けて泳ぎ続けないと、酸素を取り入れることができないため、死んでしまう。これが、マグロが寝ずに泳ぎ続ける大きな理由である。

## 利用
一匹で数千万円単位の値がつく超高級魚として珍重されており、一本釣り・曳縄（トローリング）・延縄・巻き網・突きん棒・定置網で漁獲されるが日本では一本釣りのものが最高級とされる。食べ方は刺身、寿司種、葱鮪鍋（ねぎま）、焼き魚（塩焼き、照り焼き、かぶと焼き）、煮付け、佃煮など幅広い。クロマグロのネギトロも非常に美味な食べ方とされている。マグロの加工業者やGLOBAX社などの流通業者によって日本中に供給されている。魚肉の部位によって、赤身、中トロ、大トロなどに分かれ、価格も異なる。漁獲地域では目玉、心臓など、一般に流通していない部位も食用に利用される。
台湾でも屏東県東港鎮が水揚げ港となっており、日本に出荷される他、地元でも刺身が名物で、「黒鮪魚文化観光季」というイベントも行われている。
食料として見た場合、クロマグロの体内に含まれる微量の水銀に注意する必要があり、部位別濃度は、赤身＜中トロ＜大トロである。厚生労働省は、クロマグロを妊婦が摂食量を注意すべき魚介類の一つとして挙げており、2005年11月2日の発表では、1回に食べる量を約80 gとした場合、クロマグロの摂食は週に1回まで（１週間当たり80 g程度）を目安としている。
| 項目                               | 分量(g) |
| ---------------------------------- | ------- |
| 脂肪総量                           | 1.4     |
| 脂肪酸総量                         | 0.78    |
| 飽和脂肪酸                         | 0.25    |
| 一価不飽和脂肪酸                   | 0.29    |
| 多価不飽和脂肪酸                   | 0.19    |
| 18:2(n-6)リノール酸                | 0.008   |
| 18:3(n-3)α-リノレン酸              | 0.003   |
| 20:4(n-6)アラキドン酸              | 0.016   |
| 20:5(n-3)エイコサペンタエン酸(EPA) | 0.011   |
| 22:6(n-3)ドコサヘキサエン酸(DHA)   | 0.12    |

| 項目                               | 分量(g) |
| ---------------------------------- | ------- |
| 脂肪総量                           | 27.5    |
| 脂肪酸総量                         | 23      |
| 飽和脂肪酸                         | 5.9     |
| 一価不飽和脂肪酸                   | 10      |
| 多価不飽和脂肪酸                   | 6.4     |
| 18:2(n-6)リノール酸                | 0.34    |
| 18:3(n-3)α-リノレン酸              | 0.2     |
| 20:4(n-6)アラキドン酸              | 0.18    |
| 20:5(n-3)エイコサペンタエン酸(EPA) | 0.32    |
| 22:6(n-3)ドコサヘキサエン酸(DHA)   | 3.2     |

### 養殖

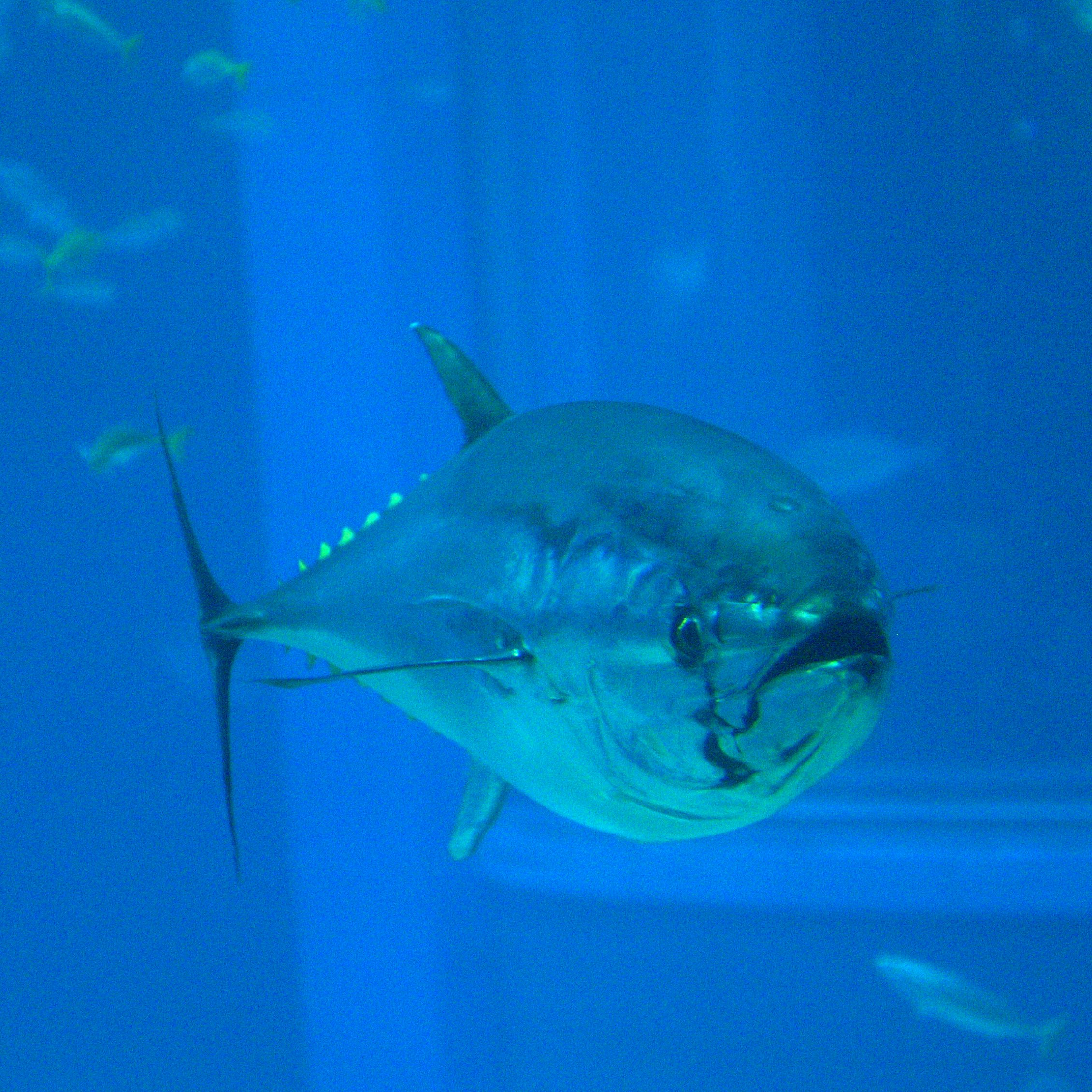
クロマグロ（海遊館）

日本では世界的な需要増により、20世紀後半から魚体の色と希少価値で「黒いダイヤ」と呼ばれるほどにもなっている。海外での消費や対日輸出も増え、21世紀に入ると世界的にも食用魚の中でも最高級品の一つとして位置づけられている。価格高騰に伴って乱獲が進み、漁獲規制だけでなく、自然界の資源量に影響を与えない完全養殖手法の確立が求められてきた。

#### 大学・企業の取り組み
かつては飼育の難しさから完全養殖は不可能と考えられていた。1970年に研究に着手した日本の近畿大学水産研究所が2002年に人工孵化からの完全養殖に成功した。「クロマグロ完全養殖の技術開発」は、農林水産大臣から「平成16年度民間部門農林水産研究開発功績者」として表彰された。
当初、クロマグロは幼魚を捕獲しての養殖事業が行われており、近畿大学水産研究所は和歌山県串本町の大島分室でクロマグロの飼育技術を研究していた。2001年3月には、クロマグロの産卵場所に近く、水温がより高い鹿児島県奄美大島瀬戸内町花天に奄美実験場を開設し、和歌山県から輸送した幼魚の本格飼育実験を開始した。奄美大島で育てることにより生育速度は1.5倍にもなり、完全養殖の成功につながった。2012年からは近畿大学と豊田通商が協力し、長崎県五島市でも商業化が開始された。
マルハニチロも1987年から研究を開始し、2010年に民間企業としては初の完全養殖に成功して、2015年から「ブルークレスト」の商標で出荷を開始した。2016年時点で、マルハニチロ傘下の奄美養魚が、奄美大島瀬戸内町にある6基の生け簀のうち2基を完全養殖に当て、別途採卵用の親魚いけすも設けている。瀬戸内町は近大マグロも含めてクロマグロ養殖日本一となっており、古仁屋港ポケットパークには2015年3月にクロマグロの巨大モニュメントが設置された。
日本水産も2007年から中央研究所大分海洋研究センターと、長崎県佐世保市の金子産業佐世保・黒島事業所で完全養殖の取り組みを開始。黒島で完全養殖したものを「喜鮪（きつな）金ラベル」のブランドで2017年冬から出荷開始するメドをつけ、販売中。
極洋傘下の極洋日配マリン（現極洋フィードワンマリン）も2004年から愛媛県南宇和郡愛南町で完全養殖に取り組み、2014年に成功。「つなぐ」のブランド名で2017年11月22日に出荷を開始した。
漁業協同組合とその関連組織からは、2011年にみえぎょれんなどが出資して、三重県度会郡南伊勢町でブルーフィン三重という会社を立ち上げ、伊勢まぐろブランドで幼魚からの養殖に参入した。

#### 食用部位
一般的に最もよく知られているのは赤身・トロの部分だが、それ以外にも様々な部分が食用にされる。直接的ではないが、ダシを取る用途で骨や皮まで使用されることもある。骨から出る成分には関節疾患（抗炎症作用、痛みの軽減、損傷部位の再生作用）、自己免疫疾患、骨粗しょう症、骨折の回復、胃腸をいたわる効果があることが医学的に証明されている。他に珍しい食用部分としては、脳天・尻尾・ヘソ（砂ずり）等がある。

#### 課題
完全養殖は可能となったものの、人工授精後、生け簀（いけす）に入れられるまで生存する率はいまだ3%程度に留まっている。また、クロマグロは水族館でも、その大きな体から人気があるが、高速で遠距離を泳ぐという形に進化したマグロは、水槽にぶつかると簡単に傷つくほど皮膚が弱く、飼育するのは簡単ではない。養殖いけすでも、網にぶつかって傷つくのを避けるために、網に目印を付けたり、夜間照明をするなどの工夫が行われている。それでも、いけすから出荷までの生存率は30%程度（2016年時点）に留まっており、マダイ養殖の80%に比べてもかなり低い。
稚魚の生存率を下げる共食いを防ぐため、上記の極洋フィードワンマリンに出資する配合飼料会社のフィード・ワンは、ホタテ内臓から抽出したアミノ酸を魚粉を混ぜるなどして、稚魚が好んで食べる飼料を開発・使用している。
養殖に適した水温は20-30℃で、水温が低すぎると越冬できず、高すぎると活動が活発になり無駄に餌を消費する。硬いものを吐き出すクロマグロの性質から、養殖用の餌も魚粉と魚油を練って二層の柔らかい構造にするなど、特別な工夫が凝らされている。

#### 海外の事例
韓国では海洋水産部が中心となり、巨文島で陸上生け簀での養殖を行っており、親魚からの受精卵採取も試みられている。

## 資源の保護
日本では、大西洋まぐろ類保存国際委員会の取り決めに従い、クロマグロ等を輸出又は再輸出する際には、漁獲証明書、統計証明書、輸出証明書又は再輸出証明書の添付するなど原産地証明を確実なものとすることが求められる。
日本では2021年8月21日から2022年5月末まで、遊漁船やプレジャーボートによる釣りが禁止されるなど、漁業者以外の釣りにも規制が実施されている。